# 朱載𡔇
太和恭莊王朱載𡔇（1539年5月19日—1608年8月28日），號承泉，明朝徽藩第三代太和王，太和靖安王朱厚炬的長子。

## 生平
嘉靖十八年五月初二日（1539年5月19日），朱載𡔇出生。萬曆六年（1578年），太和靖安王朱厚炬去世。萬曆十六年五月二十五日（1588年6月18日），朱載𡔇襲封太和王。
萬曆三十六年七月十九日（1608年8月28日），朱載𡔇過世，享年七十歲，諡號恭莊。三年後，庶長子朱翊釨襲爵。

## 家庭

### 妻
- 宋氏，冊為太和王妃。

### 子
- 庶長子：太和長子→太和王朱翊釨
- 庶次子：鎮國將軍朱翊䤮
- 庶三子：鎮國將軍朱翊錨[1]